# ブロン・イ・アー
座標: 北緯52度36分28秒 西経3度52分09秒 / 北緯52.60766度 西経3.86920度

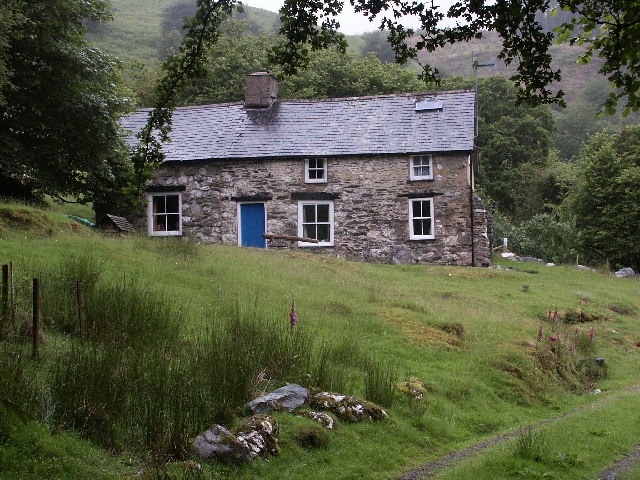
2004年に撮影されたコテジ

ブロン・イ・アー （Bron-Yr-Aur。時としてBron-Y-Aurと誤記される） はウェールズ、グウィネズにあるコテジ。18世紀の建築。ウェールズ語で「黄金の胸」または「黄金の丘」の意。近隣の丘が朝日を浴びて金色に輝くのにちなんで名づけられたとされる。
1969年から1970年にかけて、イギリスのロックグループ、レッド・ツェッペリンのメンバーがここで休暇を過し、それが彼らの作風、特に1970年10月発表のアルバム『レッド・ツェッペリン III』に強い影響を与えたことで知られるようになった（滞在したメンバーの顔ぶれ、時期などについては諸説あり）。
レッド・ツェッペリンの作品中、直接このコテジに言及したものとして『レッド・ツェッペリン III』所収の「スノウドニアの小屋 (Bron-Y-Aur Stomp) 」および「フィジカル・グラフィティ」所収の「ブロン・イ・アー (Bron-Yr-Aur)」 がある。また『レッド・ツェッペリン III』のジャケットには「ブロン・イ・アーにもクレジットを与えるべきであろう」という注記が見られる。
なお「Bron-Yr-Aur」は国際音声記号では [brɔn.ər.aɪr]と表記される。したがってカタカナで表音するなら「ブロン・ウアール」というような表記が発音に近いかと思われる（ロバート・プラントは「ブロン・ウロー」のような発音をしている）が、日本では「ブロン・イ・アー」の表記が定着している。